# ...Baby One More Time Tour
...Baby One More Time Tour és la primera gira de concerts per la cantant nord-americana Britney Spears. Va donar suport al seu primer àlbum d'estudi, Baby One More Time i va visitar els Estats Units i el Canadà. La gira va ser anunciada el març de 1999, amb dates en llibertat un mes més tard. Tommy Hilfiger va ser triat com el patrocinador del tour. Una extensió de la gira, titulada Crazy 2K, es va anunciar el desembre de 1999. L'espectacle va ser dividit en diversos segments, amb cada segment que és seguit per un interludi en el segment següent, i va acabar amb un bis. El repertori va consistir en cançons del seu àlbum debut i diverses portades.

## Antecedents
El 5 de març de 1999, es va informar que Spears estava planejant la seva primera gira amb el suport del seu primer àlbum d'estudi,, ...Baby One More Time Després va anunciar que la gira començarà al juliol El maig de 1999, Tommy Hilfiger va ser anunciat com el patrocinador principal de concerts. En el moment de l'anunci, Britney estava sent ofert en el "AllStars" campanya llançada per la companyia. Hilfiger va parlar sobre el patrocini dient:
| « | "La meva passió per la música sempre ha inspirat els meus dissenys. Aquest any tenim realment posar música a l'avantguarda de tot el que fem. Spears representa l'esperit de Tommy Jeans i de la joventut d'avui. No puc pensar en una millor manera de continuar aquest any emocionant mitjançant el patrocini d'un dels més populars d'avui en dia, artistes joves ". | » |

 El patrocinador secundari se suposava que era Nestlé, però es van retirar ràpidament després de les provocatives fotografies de Spears preses per David LaChapelle que van ser publicades a Rolling Stone. Dates de la gira van ser posats en llibertat a través de Pollstar el 9 abril 1999 amb la gira donant inici el 28 de juny de 1999 a Pompano Beach. Diverses dates s'han afegit i reprogramat, i el programa complet va ser posat en llibertat dos mesos després. El 17 de desembre de 1999, durant l'estrena del vídeo musical de "From the Bottom of My Broken Heart" a TRL, Spears va trucar al programa per anunciar les dates de març de gira per EUA. L'extensió, titulat Crazy 2K Tour, was considered a prelude to her volta al món futur.

## Desenvolupament
Spears va parlar amb CNN sobre la seva participació durant el desenvolupament de la gira, dient que ella havia dissenyat tot el recorregut si mateixa, incloent els vestits i el concepte. Britney treballar amb el dissenyador de moda Gia Ventola per crear els vestits per a ella i els ballarins. Hi ha molts efectes especials, incloses les màquines de fum i focs artificials que van esclatar durant l'espectacle. Hi havia una pantalla de projecció gegant que semblava el mirall màgic de La Blancaneu i els set nans. També va estar present una mecànica magic carpet en el qual Spears es va asseure i va volar sobre els primers 100 peus per sobre de la multitud. Spears va ser també acompanyat a l'escenari per vuit ballarins. Ella tenia cinc canvis vestits durant l'espectacle. El repertori va consistir en nou cançons, set del seu àlbum debut i dues cançons inèdites del seu àlbum pròxim a continuació,Oops!... I Did It Again(2000).

## Acusacions de sincronia de llavis
Durant la gira, hi va haver acusacions de sincronització de llavis. Spears va parlar amb Rolling Stone sobre les acusacions, dient:
| «                | "Hi ha un retard en la pantalla dalt de la meva, llavors si escoltes la música i mires la pantalla, no estan sincronitzades. Crec que això confon a la gent. Però estic cantant en cada cançó. Estic cantant fins cansar-me. […] Hi ha moments durant el xou, quan estic ballant molt, que em quedo sense alè, llavors tenim un senyal que m'estic morint i han de ajudar-me. Creu-me (Creguin-me) Donaria tot per fer un xou en el qual només m'hagi de seure i cantar" | » |
| — Britney Spears | |   |

## Argument del concert
L'espectacle va començar amb una presentació de dansa de ballarins de Spears, entre efectes de fum. Ella va aparèixer poc després a la part superior de l'escala que portava un tub calent de vinil de color rosa pantalons de vinil superior i blanc amb taques de color rosa del genoll, per dur a terme "(You Drive Me) Crazy". A "Soda Pop" va ballar i interaccionar amb el públic, abans d'abandonar l'escenari mentre els seus ballarins continuar. Ella va aparèixer assegut a l'escala per cantar "Born to Make You Happy" i "From the Bottom of My Broken Heart". El xou va continuar amb un interludi de dansa a Madonna "Vogue" en la qual el nom de Madonna i Janet Jackson com la seva major inspiració. Després va pujar a l'escenari per fer una cover versió de "Material Girl". Després d'això, es van produir dues versions de Jackson,"Black Cat" i "Nasty". Ella va posar fi a la secció amb un rendiment de Sonny & Cher "The Beat Goes On", acompanyada de llums psicodèliques. Després d'un interludi de dansa, es va presentar el tema disc 'I Will Be There "i un cover de "Open Arms" per Journey,acabant amb un somriure a la part superior de l'escala. Després de "Sometimes ", va saludar i va sortir de l'escenari. L'encore consistia en un exercici de "...Baby One More Time". Spears, que portava un sostenidor negre en rosa cabestre, una rosa amb lluentons mini-faldilla a quadres, i el negre mitges fins a les cuixes. En el partit de 2000, l'espectacle va començar amb una escena en la qual els ballarins van sortir de caselles i es va quedar en l'escenari fins que va sonar la campana. Tots es van asseure fins que una veu mestra va començar a cridar als seus noms. Després que la mestra es diu Britney, ella va sortir a la part superior de l'escala en un núvol de fum, amb un tram superior i els pantalons blancs, per dur a terme una barreja de ball curt de "... Baby One More Time". A continuació, va entrar en una de les taquilles i va aparèixer en un altre en el costat oposat de l'escenari per interpretar "(You Drive Me) Crazy". Spears va parlar breument a l'audiència, el segment continuar amb les actuacions de "Born to Make You Happy" i "I Will Be There". Després d'un interludi de dansa, Britney va aparèixer a l'escenari asseguda a la catifa màgica i va volar sobre el públic mentre cantava "Don't Let Me Be the Last to Know". Quan va tornar a l'escenari, va cantar una altra cançó del seu pròxim àlbum,"Oops!... I Did It Again". Spears es va dirigir al públic una altra vegada abans de l'interludi "Who is the Ultimate Heartbreaker?", en la qual els seus ballarins recollir un noi del públic i el va convidar a l'escenari. Spears pujar a l'escenari una altra vegada amb una jaqueta i va dedicar l'actuació de "From the Bottom of My Broken Heart" el nen. Es va treure la jaqueta per revelar un parell de pantalons negre que apareix un cor de lluentons vermelles a l'esquena i va cantar "The Beat Goes On". Després de dos interludis que van presentar els seus ballarins i la banda, Britney va aparèixer a l'escenari per interpretar "Sometimes". La repetició va consistir en un espectacle de dansa-orientat de "... Baby One More Time".

## Actes d'obertura
- C-Note (North America) (select venues)[15]
- Steps (North America) (select venues)[16]
- Boyz N Girlz United (North America) (select venues)
- P.Y.T. (North America) (select venues)[17]
- Michael Fredo (North America) (select venues)[12]
- Third Storee (North America) (select venues)[12]
- Sky (Canada) (select venues)[16]
- LFO (North America) (select venues)[18]
- Bosson (North America) (select venues)[19]
- Destiny's Child (Hawaii)[20]

## Llista de cançons
| 1999 |
| --- |
| 1. "(You Drive Me) Crazy" 2. "Soda Pop" 3. "Born to Make You Happy" 4. "From the Bottom of My Broken Heart" 5. "Vogue" (Dansa Interludi) 6. Medley: 1. "Material Girl" 2. "Black Cat" 3. "Nasty" 7. "The Beat Goes On" 8. "Meet the Dancers" (Dansa Interludi) 9. "I Will Be There" 10. "Open Arms" 11. "Sometimes" 12. "...Baby One More Time" |

| 2000 |
| --- |
| 1. "School Roll Call" (Rendiment Introducció) 2. "(You Drive Me) Crazy" (conté elements de "...Baby One More Time") 3. "Born to Make You Happy" 4. "I Will Be There" 5. "Hand Jive" (Danse Interludi) 6. "Don't Let Me Be the Last to Know" 7. "Oops!... I Did It Again" 8. "Who is the Ultimate Heartbreaker?" (Rendiment Interludi) 9. "From the Bottom of My Broken Heart" 10. "The Beat Goes On" 11. "Meet the Dancers" (Dansa Interludi) 12. "Meet the Band" (Rendiment Interludi) 13. "Sometimes" 14. "...Baby One More Time" |

## Dates de la gira
| Amèrica del Nord   |                                                     |              |                                      |
| June 28, 1999      | Pompano Beach                                       | Estats Units | Pompano Beach Amphitheatre           |
| June 29, 1999      | Tampa                                               | Estats Units | USF Sun Dome                         |
| July 1, 1999       | Atlanta                                             | Estats Units | Atlanta Civic Center                 |
| July 2, 1999       | Myrtle Beach                                        | Estats Units | House of Blues                       |
| July 3, 1999       | Doswell, Virgínia                                   | Estats Units | Paramount Theatre                    |
| July 5, 1999       | Bethel, Nova York                                   | Estats Units | Max Yasgur's Farm                    |
| July 6, 1999       | Washington, D.C.                                    | Estats Units | DAR Constitution Hall                |
| July 7, 1999       | Nova York                                           | Estats Units | Hammerstein Ballroom                 |
| July 8, 1999       | Hershey                                             | Estats Units | Star Pavilion at Hersheypark Stadium |
| July 9, 1999       | Scranton                                            | Estats Units | Montage Mountain Amphitheater        |
| July 10, 1999      | Darien, Nova York                                   | Estats Units | Darien Lake Theme Park Resort        |
| July 11, 1999      | Schenectady                                         | Estats Units | Proctor's Theatre                    |
| July 13, 1999      | Hamilton                                            | Canadà       | Copps Coliseum                       |
| July 14, 1999      | Toronto                                             | Canadà       | Molson Amphitheatre                  |
| July 16, 1999      | Ottawa                                              | Canadà       | WordPerfect Theatre at Corel Centre  |
| July 17, 1999      | Mont-real                                           | Canadà       | Molson Centre                        |
| July 20, 1999      | Winnipeg                                            | Canadà       | Centennial Concert Hall              |
| July 21, 1999      | Saskatoon                                           | Canadà       | Saskatchewan Place                   |
| July 22, 1999      | Edmonton                                            | Canadà       | Skyreach Centre                      |
| July 23, 1999      | Calgary                                             | Canadà       | Canadian Airlines Saddledome         |
| July 25, 1999      | Vancouver                                           | Canadà       | General Motors Place                 |
| July 26, 1999      | Seattle                                             | Estats Units | Seattle Center Arena                 |
| July 27, 1999      | Hillsboro                                           | Estats Units | DeMar Batchelor Amphitheater         |
| July 29, 1999      | Oakland                                             | Estats Units | Paramount Theatre                    |
| July 30, 1999      | Paso Robles                                         | Estats Units | California Mid-State Fair Grandstand |
| July 31, 1999      | Universal City, Califòrnia                          | Estats Units | Universal Amphitheatre               |
| August 3, 1999     | Brighton                                            | Estats Units | Bromley Companies Stage              |
| August 4, 1999     | Denver                                              | Estats Units | Paramount Theatre                    |
| August 6, 1999     | Arlington                                           | Estats Units | AT&T Music Mill Amphitheater         |
| August 7, 1999     | Houston                                             | Estats Units | Aerial Theater                       |
| August 8, 1999     | Nova Orleans                                        | Estats Units | Lakefront Arena                      |
| August 10, 1999    | Memphis                                             | Estats Units | Mud Island Amphitheater              |
| August 11, 1999    | Nashville                                           | Estats Units | Grand Ole Opry House                 |
| August 13, 1999    | Eureka (Missouri)                                   | Estats Units | Old Glory Amphitheater               |
| August 14, 1999    | Omaha                                               | Estats Units | Ak-sar-Ben Coliseum                  |
| August 15, 1999    | Sioux Falls, Dakota del Sud                         | Estats Units | W.H. Lyon Fairgrounds Grandstand     |
| August 17, 1999    | Rosemont, Illinois                                  | Estats Units | Rosemont Theatre                     |
| August 18, 1999    | Columbus, Ohio                                      | Estats Units | Veterans Memorial Auditorium         |
| August 19, 1999    | Fairlea, Virgínia de l'Oest                         | Estats Units | State Fair Event Center              |
| August 20, 1999    | Adrian, Michigan                                    | Estats Units | Lenawee County Fair                  |
| August 21, 1999    | Orlando (Florida)                                   | Estats Units | Hard Rock Live                       |
| August 25, 1999    | Indianapolis                                        | Estats Units | Egyptian Room                        |
| August 26, 1999    | Cleveland (Ohio)                                    | Estats Units | Nautica Stage                        |
| August 27, 1999    | Mason (Ohio)                                        | Estats Units | Timberwolf Amphitheatre              |
| August 29, 1999    | Upper Darby Township, Delaware County, Pennsilvània | Estats Units | Tower Theatre                        |
| August 30, 1999    | Essex Junction, Vermont                             | Estats Units | Champlain Valley Fair Grandstand     |
| September 1, 1999  | Boston                                              | Estats Units | FleetBoston Pavilion                 |
| September 2, 1999  | Syracuse (Nova York)                                | Estats Units | Mohegan Sun Grandstand               |
| September 3, 1999  | Wallingford Center                                  | Estats Units | Oakdale Theatre                      |
| September 4, 1999  | Baltimore                                           | Estats Units | Pier 6 Pavilion                      |
| September 5, 1999  | Allentown                                           | Estats Units | Allentown Fairgrounds Grandstand     |
| September 10, 1999 | Salt Lake City                                      | Estats Units | Utah State Fair Grandstand           |
| September 11, 1999 | Hutchinson                                          | Estats Units | KSF Grandstand                       |
| September 12, 1999 | Detroit                                             | Estats Units | State Theatre                        |
| September 14, 1999 | Allegan, Michigan                                   | Estats Units | ACC Grandstand                       |
| September 15, 1999 | York (Pennsilvània)                                 | Estats Units | Grandstand at the York Fair          |
| Nord-amèrica       |                                                     |              |                                      |
| March 8, 2000      | Pensacola                                           | Estats Units | Pensacola Civic Center               |
| March 9, 2000      | Birmingham                                          | Estats Units | BJCC Coliseum                        |
| March 10, 2000     | North Little Rock                                   | Estats Units | Alltel Arena                         |
| March 12, 2000     | Memphis                                             | Estats Units | Pyramid Arena                        |
| March 13, 2000     | Louisville                                          | Estats Units | Freedom Hall                         |
| March 14, 2000     | Auburn Hills, Michigan                              | Estats Units | The Palace of Auburn Hills           |
| March 15, 2000     | Cincinnati                                          | Estats Units | Firstar Center                       |
| March 19, 2000     | Grand Rapids                                        | Estats Units | Van Andel Arena                      |
| March 20, 2000     | Moline, Illinois                                    | Estats Units | The MARK of the Quad Cities          |
| March 21, 2000     | Madison                                             | Estats Units | Kohl Center                          |
| March 22, 2000     | Rosemont                                            | Estats Units | Allstate Arena                       |
| March 23, 2000     | Rosemont                                            | Estats Units | Allstate Arena                       |
| March 25, 2000     | Worcester                                           | Estats Units | Worcester's Centrum Centre           |
| March 26, 2000     | Baltimore                                           | Estats Units | Baltimore Arena                      |
| March 27, 2000     | Albany                                              | Estats Units | Pepsi Arena                          |
| March 29, 2000     | Greensboro                                          | Estats Units | Greensboro Coliseum                  |
| March 31, 2000     | Tampa                                               | Estats Units | Ice Palace                           |
| April 1, 2000      | Miami                                               | Estats Units | American Airlines Arena              |
| April 2, 2000      | Daytona Beach                                       | Estats Units | Ocean Center                         |
| April 4, 2000      | Nova Orleans                                        | Estats Units | New Orleans Arena                    |
| April 6, 2000      | Greenville                                          | Estats Units | BI-LO Center                         |
| April 7, 2000      | Roanoke, Virgínia                                   | Estats Units | Roanoke Civic Center                 |
| April 8, 2000      | Charleston                                          | Estats Units | Charleston Civic Center              |
| April 20, 2000     | Honolulu                                            | Estats Units | Hilton Hawaiian Village              |

## Quadre de dades de l'oficina de puntuació
| Lloc de celebració | Ciutat       | Tickets Sold / Available | Ingressos bruts |
| ------------------ | ------------ | ------------------------ | --------------- |
| Lakefront Arena    | Nova Orleans | 10.000 / 10.000 (100%)   | $278,845        |
| Pyramid Arena      | Memphis      | 16,906 / 16,906 (100%)   | $578,845        |